# 어육 소시지
어육 소시지(魚肉sausage) 또는 생선살 소시지(sausage)는, 생선살(연육)로 만든 소시지이다. 밥 반찬으로 먹는 분홍 소시지나, 간식으로 먹는 천하장사, 맥스봉 등도 어육 소시지이다. 천하장사는 1985년, 맥스봉은 2003년에 출시되었다.

## 만드는 방법
명태 등의 냉동 어묵 50-60 %에 돼지 지방 및 향신료를 섞어 만든 것을 케이싱 (밀폐)한 다음, 레토르트 살균 가마에서 고온 고압 살균을 실시하여 완성된다. 필요에 따라 전분, 식물성 단백질과 흰자위 등의 결착제 및 산화 방지제를 가하기도 한다. 수십 년 전까지 어육 소시지에 방부제를 추가하던 시절도 있었지만, 문제가 된다는 것이 밝혀져 방부제를 넣지 않게 되었다.

## 사진

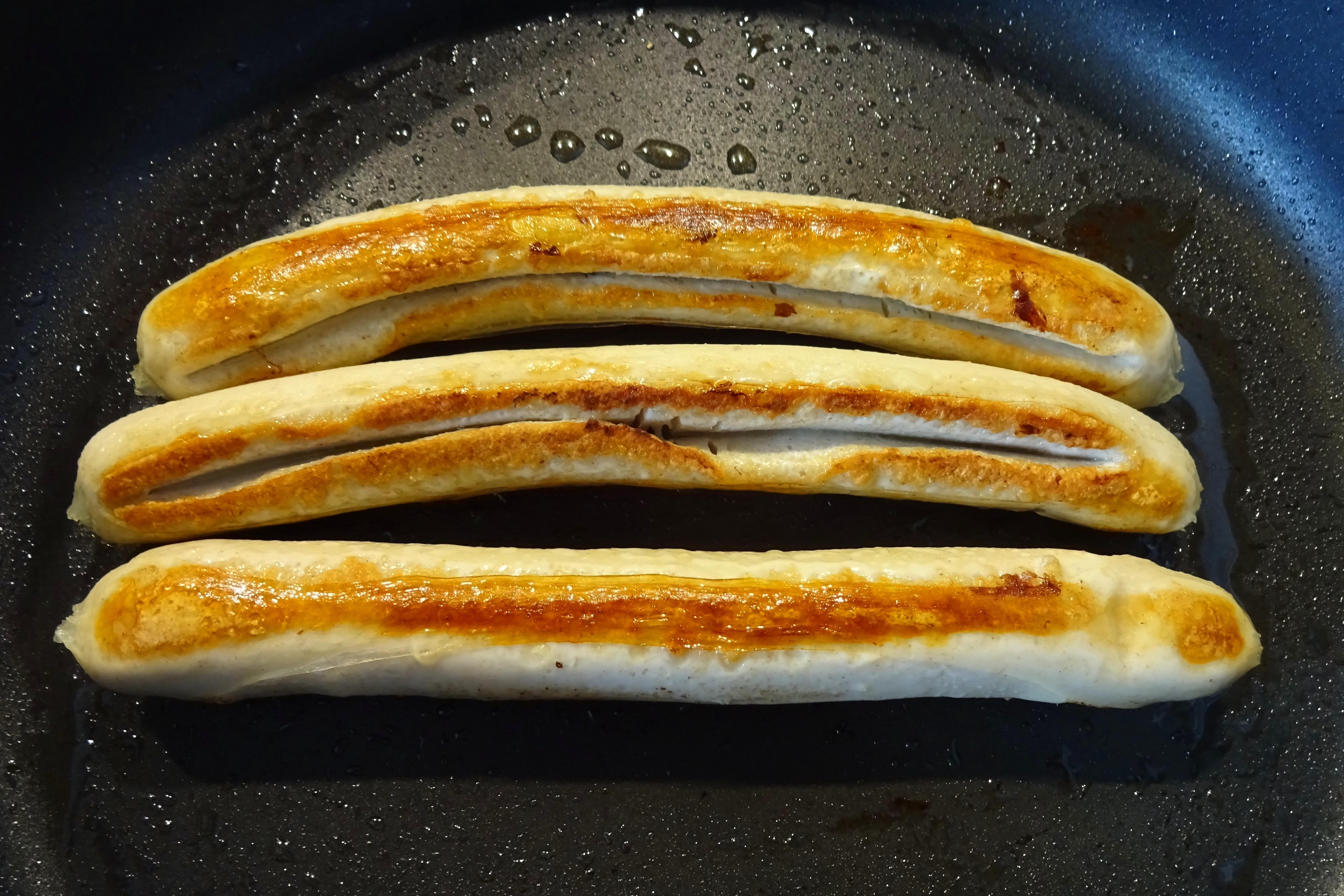
어육 브라트부르스트
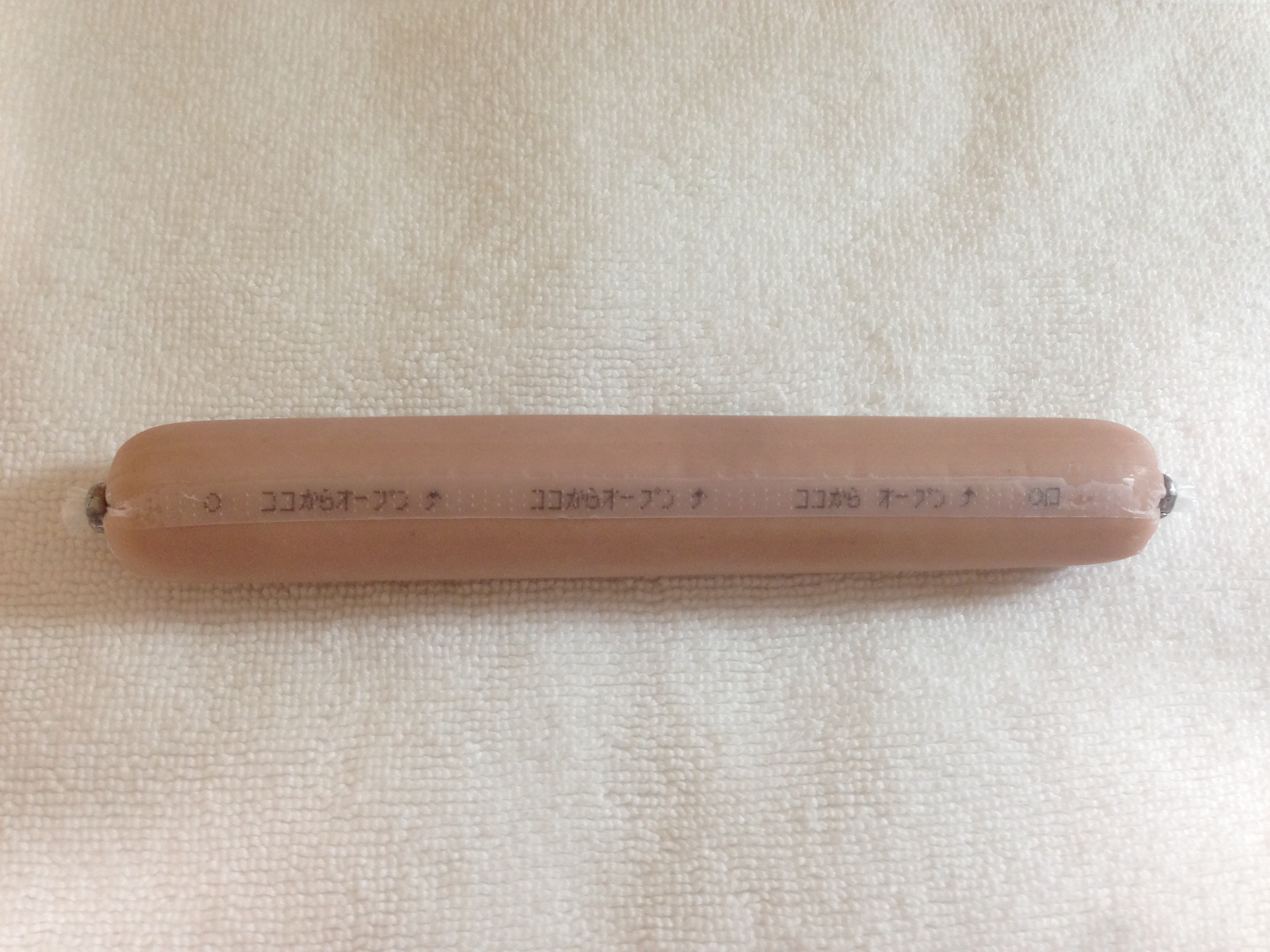
일본의 어육 소시지

## 같이 보기
- 소시지